# Theridion decemperlatum
Theridion decemperlatum är en spindelart som först beskrevs av Simon 1889.  Theridion decemperlatum ingår i släktet Theridion och familjen klotspindlar.
Artens utbredningsområde är Madagaskar. Inga underarter finns listade i Catalogue of Life.